# Lenotetrops ivanovae
Lenotetrops ivanovae – gatunek chrząszcza z rodziny kózkowatych i podrodziny zgrzypikowych. Jedyny przedstawiciel rodzaju Lenotetrops.

## Zasięg występowania
Azja Środkowa, znany z Afganistanu.